# إسحاق أوليفر
إسحاق أوليفر (بالفرنسية: Isaac Oliver)‏ هو مصمم ورسام فرنسي، ولد في 1556 في روان في فرنسا، وتوفي في 2 أكتوبر 1617 في لندن في المملكة المتحدة.